# The king's enchanter
The king's enchanter was de negentiende single van de symfonische-rockgroep Kayak.
"The king's enchanter" over de tovenaar Merlijn maakt deel uit van kant een van de elpee Merlin. B-kant was "Tintagel", een van de plaatsen waarvan men vermoedt dat daar het kasteel Camelot heeft gestaan. "The king's enchanter" leverde Kayak in commercieel opzicht geen succes op.
Er verscheen een variant als promotiesingle voor Sikkens-verven onder de naam "The car enchanter", met als B-kant "Total loss".